# 韓国プロ野球八百長事件
韓国プロ野球八百長事件は、韓国プロ野球（KBO）の一部選手が関与し、金銭を受け取って勝負を不正に操作した八百長事件のことである。
大韓民国のプロサッカーのKリーグ八百長事件とプロバレーボールのVリーグ八百長事件の全容が徐々に明らかになり、2012年2月13日に事件に関与したブローカーがプロ野球でも八百長が行われた事を明らかにし、プロ野球でも本格的に八百長疑惑が浮上した。
この過程で、多くの選手が八百長をしたという疑いを受け文聖現・朴顯俊・金聖賢の3選手が検察庁に召喚されて取り調べを受けた。このうち、LGツインズ所属の朴顯俊と金聖賢の2選手は八百長への関与が認められ、同年4月18日に2選手はKBOから永久除名処分が行われた。

## 概要
2011年に判明した韓国のプロサッカーのKリーグの八百長事件を皮切りに、韓国のプロスポーツ界で金銭と引き換えに試合内容や試合結果の操作が暗黙のうちに広がっていることが明らかになってきた。2012年2月には、韓国のプロバレーボールであるVリーグでも八百長が発見され、波紋が広がった。そのため、韓国プロ野球（KBO）とプロバスケットボールにも八百長の疑いが回った。勝負自体を操作するのが難しい野球の特性上、違法な賭博サイトuke6.comでは、投手だけを包摂して、簡単に試合の内容を操作出来るようになった。ソウル首都圏に本拠地を置いた球団のエースが関与したと伝えられた。 2月13日にはKリーグの八百長に関与して拘束されたブローカーがVリーグの八百長疑惑で捜査を受ける時に野球とバスケットボールでも勝負操作があったことを明かし、プロ野球での八百長の事実が明らかになった。野球の八百長は主に出場機会が保証されている主力投手を介して行われ、勝負と密接な関係がないため目立たない点が特徴である。彼は球団名と選手名まで明らかにしたが、メディアに公開されなかった。
八百長を主導したブローカーが明らかにした投手は、ソウル首都圏のいずれかの球団（ネクセン・ヒーローズ・斗山ベアーズ・LGツインズ）でプレーしているエース級投手2人だった。彼らは2011年シーズン中に選手達に「最初のイニングに敬遠」と「初球にボール」という内容の八百長を依頼したことが判明した。 2月15日には「検察庁がLGツインズ所属選手2人の八百長に関与したという陳述を確保」という具体的な記述で報道された。同15日に自称ソウル出身の元プロ野球選手の情報提供者が現れ、「プロ野球の八百長に暴力団が介入し、選手と一緒にコーチも関与している」という告白だったが、慶尚道なまりのしゃべり方がすぐに怪しまれ、虚偽情報であることが明らかになった。
このように野球界にも勝負を不正に操作した波紋が広がると、海外で春季キャンプ中だった各球団も独自の調査に乗り出した。アメリカ合衆国にキャンプ地を構えたネクセンの球団独自の調査で投手の文聖現が違法賭博サイトで活動していたブローカーから提案を受けたが、断っていたことを報告した。
LG球団は重ねて選手面談を行った結果、「決してそのような事実はないという返事を聞いた」と発表、検察の捜査にも協力すると約束した。もう一つのソウル首都圏球団である斗山球団も「独自の調査では勝負操作がないものと把握された」と発表した。ソウル以外に本拠地を置くロッテ・ジャイアンツとハンファ・イーグルスもそれぞれ独自の調査を行い、「自分のチームには、八百長に関与した選手はいない」と発表した。
メディアの実名報道は一切なかったが、韓国のネチズンは八百長に関与したLG選手2人が朴顯俊・金聖賢と推測し、この2人の選手の名前と八百長の申し出を拒否した文聖現の名前まで、ポータルサイトのリアルタイム検索語上位圏に記録されるなど、メディアの報道前から公の場で実名が流れ始めた。そんな中、朴顯俊の名前がマスコミに報道され、検察庁に召喚されるという記事が出始めた。報道によると、最初のイニングに四球で試合を操作したという陳述を確保したことが判明した。朴顯俊は2011年シーズンにLGのエースとして活躍しており、1回の与四球数がリーグ5位を記録した。が、日本の沖縄県で合宿していた朴顯俊は「ブローカーから話を聞いたこともない」と釈明し、LG球団も朴との面談をもとに朴が勝負操作に関与したかどうかについて、事実無根という立場を明らかにした。それ以降、朴顯俊はメディアとの接触を避け、八百長疑惑について沈黙を貫いた。疑いを受けていたもう1人の選手の金聖賢も八百長の事実を否定した。

## 捜査開始
2012年 2月16日、プロバレーボール界での勝負操作の数件が事実と確認され、野球界に向けられる疑惑の目も強くなってきた。また、朴顯俊と金聖賢へ初回の与四球の見返りに数百万ウォンを支給したというあるブローカーの供述を確保し、大邱地方検察はついに捜査に着手した。朴顯俊と金聖賢が本格的に捜査対象に含まれて検察に召喚される方針だったが、八百長を提案した事例について続々と情報提供が入り、プロ野球界全体の捜査に拡大する可能性が高まった。また、八百長のオファーを受けたと告白した文聖現も参考人として召喚される方針である事が判明した。
大邱地検はブローカーの陳述に基づき、八百長疑惑を受けている選手たちの金銭取引や携帯電話の通話内容などを調査して証拠を確保した後、その選手達を召喚する日取りを決める事にした。 プロ野球の八百長事件への関与が明らかになったブローカーの数が5人に増えると、より多くの選手が八百長の提案を受けたと判断して捜査を他球団所属の選手にも拡大した。各球団が独自の調査を行った後、3球団が検察に自チームの選手が八百長の申し出を受け、断った事を明らかにした。
2月28日、大邱地検は国民体育振興法違反の容疑でLGの金聖賢を逮捕した。金聖賢も8時間ほど調査を受け、ネクセン時代の2011年シーズンの4月と5月の2度にブローカーと組んで意図的に「1回最初に与四球」を出して勝負を操作してそれに伴う報酬1000万ウォンを受け取った容疑を受けた。検察は金聖賢が高校の先輩でもあるブローカーの金氏との資金の流れなど、具体的な状況を聞くと殆どの容疑を認めたという。2月29日に大邱地検は勝負操作に関与した容疑で金聖賢に対して逮捕状を請求した。
KBOは2月28日に調査を受けていた金聖賢と勝負操作に関与した疑いが濃かった朴顯俊を制限選手として指定し、裁判所の決定が下されるまで試合出場を禁止した。
2月29日、ネクセンの文聖現が合宿地の日本の鹿児島県から一時帰国して、参考人として検察へ出頭した。文聖現は調査を受けた後にすぐに帰宅が許され、無条件で3月2日に鹿児島のキャンプ地へ戻り、チームのトレーニングに復帰した。LGの朴顯俊も同日に出頭のために日本の沖縄での合宿から帰国し 、入国時にほほえむなど堂々とした姿を見せて無実を主張した。朴顯俊は3月2日に大邱地検に出廷して約8時間の調査を受け、ブローカーの金氏、金聖賢との間の対面尋問も受けた。朴顯俊にいたっては2011年の8月に2回に渡って八百長を行い、1試合あたり200-300万ウォンを受け取った容疑を認めた。

## 判決
金聖賢・朴顯俊の容疑が確定した後、大邱地検は捜査を拡大する予定はないと明らかにしており、容疑を認めた2人の選手を中心に調査を続行した。
3月6日、LGツインズは金聖賢と朴顯俊を退団措置とすることを決定し、KBOに対して司法の結果に基づいて永久除名処分を要求する方針を表明した。
3月14日、大邱地検はプロスポーツの八百長の捜査結果の発表をした。検察は、国民体育振興法違反などで金聖賢は脱出する恐れがあるという理由で拘束起訴し、朴顯俊は在宅起訴（不拘束起訴）とした。金聖賢は全部で3回の試合の勝負を操作して700万ウォンを受け取り、朴顯俊は全2回の勝負操作に関与して500万ウォンを受け取った容疑が認められた。
3月29日、大邱地検は、プロ野球八百長事件に関与した金聖賢に懲役10ヶ月と追徴金700万ウォン、朴顯俊に懲役6ヶ月と追徴金500万ウォンをそれぞれ求刑して結審した。
大邱地裁は4月18日に公判を開き、金聖賢と朴顯俊に有罪判決を下した。いずれも懲役6ヶ月と執行猶予2年の判決を言い渡し、120時間の社会奉仕活動も命じた。実刑は回数が少ないとして免れ、追徴金は金聖賢に700万ウォン、朴顯俊と500万ウォンを宣告した。同日にKBOは2人に永久除名処分を下し、生涯KBO傘下のプロとアマチュアの試合でプレーする事が出来ないように処罰した。なお、KBOと相互協定を結んでいるMLB、NPB、CPBLなどの他国のプロ野球リーグでも同様の処分が行われており、KBOの許可なしにプレーすることは不可能である。朴顯俊も2019年、KBOと協定を結んでいないリーガ・メヒカーナ・デ・ベイスボルのモンテレイ・サルタンズと契約したものの、KBOからの承諾が得られなかった為入団には至らなかった。

## 事件の影響
八百長で永久除名された金聖賢と朴顯俊の元所属チームであるLGツインズは、7位で2012年シーズンを終えた。LGは特に2011年シーズン13勝を挙げた朴顯俊の穴を埋めることができず、10年連続ポストシーズン進出失敗という不名誉な記録を樹立した。
2012年のシーズン前に起こった例の八百長事件により、当初KBOが目標にしていた最多観客動員記録の680万9965人を超えるシーズン700万人の観客動員に赤信号が付いた。比較的早い収束過程と加担者が2人しか出なかった捜査結果のおかげで、八百長への反感が比較的少なかったのもあってオープン戦の観客動員は好調であり、朴賛浩や李承燁など海外組選手達の国内舞台復帰が影響を最小化させ、大きな役割を果たしたと考えられている。実際にシーズン後半には歴代のシーズン最多観客動員記録を突破し、これを超えて715万6157人を記録して開幕前の目標であった700万人もクリアして八百長の波紋の影響力がそれほど大きくないことが証明された。
だが、2012年から4年後の2016年7月下旬、NCダイノスの李太陽(2015 WBSCプレミア12 韓国代表)、起亜タイガースの柳昌式などによる勝負操作事件が発覚している。詳細は当該項目2016年韓国プロ野球八百長事件を参照されたい。